# Франсіско Ескудеро
Франсіско де Паула Ескудеро-і-Рамірес де Арельяно (ісп. Francisco de Paula Escudero y Ramírez de Arellano; 26 березня 1764 - 14 серпня 1831) — іспанський політик, морський міністр в уряді Еусебіо Бардахі, впродовж одного дня у квітні 1821 року виконував обов'язки державного секретаря країни.